# إدارة أصحاب المصلحة
تعد إدارة أصحاب المصلحة عنصراَ مهمًا للتنفيذ الناجح لأي مشروع أو برنامج أو نشاط. أما صاحب المصلحة فهو أي فرد أو مجموعة أو منظمة يمكنها التأثير أو التأثر أو تصور نفسها أنها متأثرة بالبرنامج. 
باختصار، تتكون إدارة أصحاب المصلحة من أربع خطوات: 
- تحديد وتمييز صاحب المصلحة ؛
- تحديد تأثيره واهتماماته ؛
- وضع خطة إدارة الاتصالات
- التأثير وإشراك أصحاب المصلحة

## تحديد أصحاب المصلحة
قد يكون أصحاب المصلحة من المنظمات والأشخاص ، وفي النهاية يجب عليك التواصل مع الناس. تأكد من تحديد أصحاب المصلحة الفرديين الصحيحين داخل مؤسسة أصحاب المصلحة. 
- الأشخاص والمنظمات التي تتأثر بالعمل.
- قد يكون لديه القدرة على إيقاف العمل أو تقدمه.
- قد تكون مهتم، والبعض الآخر قد لا يهتم.

### العملاء
في مجال التسويق، يُعتقد أن العملاء هم أحد أهم أصحاب المصلحة والتي ينبغي على الإدارة السعي لإدارة قيمتها على المدى الطويل، حيث يتمثل هدف الشركة الرئيسي في إدارة رضا العملاء. 

### أصحاب المصلحة الرئيسيين
أنت بحاجة إلى معرفة المزيد عن أصحاب المصلحة الرئيسيين ومعرفة ما يحتمل أن يشعروا به تجاه مشروعك والرد عليه. تحتاج أيضًا إلى معرفة أفضل طريقة لإشراكهم في مشروعك وأفضل طريقة للتواصل معهم. الأسئلة الرئيسية التي يمكن أن تساعدك في فهم أصحاب المصلحة لديك هي:
- ما هي الفائدة المالية أو العاطفية لديهم في نتائج عملك؟ وهل هي إيجابية أم سلبية؟
- ما الذي يحفزهم أكثر من أي شيء آخر؟
- ما هي المعلومات التي يريدون منك؟
- كيف يريدون تلقي المعلومات منك؟ ما هي أفضل طريقة لتوصيل رسالتك إليهم؟
- ما هو رأيهم الحالي في عملك؟ هل يعتمد على معلومات جيدة؟
- من الذي يؤثر على آرائهم بشكل عام، ومن يؤثر على رأيهم فيك؟ هل يصبح بعض هؤلاء المؤثرين أصحاب مصلحة مهمين في حد ذاتهم؟
- إذا لم يكن من المرجح أن تكون إيجابية، فما الذي سيفوز بها لدعم مشروعك؟
- إذا كنت لا تعتقد أنك سوف تكون قادرًا على كسبهم، فكيف ستدير معارضتهم؟
- من قد يتأثر بآرائهم؟ وهل سيصبح هؤلاء الأشخاص أصحاب مصلحة في حد ذاتهم؟

### أصحاب المصلحة التنظيمية
من المعروف أن لأي مؤسسة أصحاب مصلحة متعددين، على سبيل المثال لا الحصر، العملاء والمساهمين والموظفين والموردين وما إلى ذلك.

## تحديد أولويات أصحاب المصلحة
يمكن تعيين أصحاب المصلحة على جدول القوة / الاهتمام وتصنيفهم حسب قوتهم واهتماماتهم على الشكل التالي.
- قوة عالية، أشخاص مهتمون: هؤلاء هم الأشخاص الذين يجب عليك إشراكهم بشكل كامل وبذل أقصى الجهود لإرضائهم.
- قوة عالية، وأشخاص أقل اهتمامًا: ابذل ما يكفي من العمل مع هؤلاء الأشخاص لإرضائهم، لكن ليس كثيرا حتى لا يشعروا بالملل الشديد من رسالتك.
- قوة أقل، أشخاص مهتمين: ابق هؤلاء الأشخاص على اطلاع كافٍ، والتحدث معهم للتأكد من عدم ظهور أية مشكلات رئيسية. يمكن أن يكون هؤلاء الأشخاص مفيدًا جدًا في تفاصيل مشروعك.
- قوة أقل، أشخاص أقل اهتمامًا: مرة أخرى، راقب هؤلاء الأشخاص، لكن لا تجعلهم يصابوا بالملل بتواصلك المفرط.